# Bucky Covington
William Joel "Bucky" Covington III, född den 8 november 1977 i Rockingham, North Carolina, var med i finalen i American Idol den femte säsongen. Han sjöng många countrylåtar och han vann folkets hjärta när han sjöng Stevie Wonders låt Superstition. Bucky föddes och växte upp i Rockingham som ligger i North Carolina i USA.

## Diskografi
Studioalbum
- 2007 – Bucky Covington
- 2012 – Good Guys

EPs
- 2009 – Live from Rockingham
- 2010 – I'm Alright
- 2010 – Reality Country
- 2015 – Happy Man

Singlar (topp 50 på Billboard Hot Country Songs)
- 2007 – "A Different World" (#6)
- 2007 – "It's Good to Be Us" (#11)
- 2008 – "I'll Walk" (#10)
- 2009 – "I Want My Life Back" (#32)
- 2010 – "A Father's Love (The Only Way He Knew How)" (#23)